# Кузьмічов Олексій Вікторович
Кузьмічов Олексій Вікторович (Алексей Викторович Кузьмичёв) — російський олігарх, співзасновник LetterOne Group (LetterOne) і Alfa Group.
Кузьмічов був акціонером «Вимпелкому», «Альфа-банку» та X5 Retail Group. У березні 2013 року Кузьмічов продав свою частку в енергетичному підприємстві ТНК-ВР державній нафтовій компанії «Роснефть» за $2,5 млрд. Журнал Forbes оцінив статки Кузьмічова на № 138 серед найбагатштх людей світу 2013 року зі статками в $8,8 млрд. У березні 2023 року Кузьмічов продав свої 16,32% акцій Альфа-банку та вийшов з числа акціонерів.

## Біографія

### Раннє життя та кар'єра
Кузьмічов народився в 1962 році в Кірові. З 1980 по 1982 роки проходив військову службу на радянсько-китайському кордоні радистом.
У 1983 році він вступив до Московського інституту сталі і сплавів, де познайомився зі своїми майбутніми бізнес-партнерами Михайлом Фрідманом і Германом Ханом. У 1988 році Кузьмічов, Фрідман і Хан разом з Михайлом Алфімовим заснували компанію «Альфа Фото», яка спеціалізувалася на імпорті фотохімікатів.
Пізніше Кузьмічов переконав своїх партнерів диверсифікуватися в експортний бізнес. У 1998 році була заснована Alfa Eco. Це підприємство стане основою консорціуму «Альфа-Груп». У 2005 році Alfa Eco було перейменовано в A1.

## Альфа Груп
Портфель Альфа-Груп включає найбільший комерційний банк Росії Альфа-Банк (з філіями в Україні, Казахстані, Білорусі та Нідерландах/Амстердамський торговий банк); міжнародну телекомунікаційну компанію «VEON» (шостий за кількістю абонентів оператор мобільного зв'язку в світі станом на квітень 2012); а також володіння акціями турецької телекомунікаційної компанії Turkcell. До квітня 2012 року «Альфа-груп» володіла 25 відсотками російського оператора стільникового зв'язку «Мегафон»; він продав свою частку за $5,2 млрд. «Альфа» також має частки в російському рітейлері X5 Retail Group, Росводоканал та страховій компанії «Альфа-Страхування Груп».
Кузьмічов володіє понад 18% спільних активів консорціуму і входить до ради директорів Alfa Finance Holdings. Основні операції Групи включають приватизацію нафтової компанії ТНК, яка згодом увійшла до складу підприємства ТНК-ВР, третього за величиною виробника нафти в Росії. У березні 2013 року «Альфа-груп» і її спільні партнери AAR Consortium продали 50% ТНК-BP російській нафтовій компанії «Роснефть».
Кузьмічов відповідає за нагляд за міжнародними торговельними операціями «Альфа Груп».

## Розслідування
15 березня 2022 року Кузьмичова було внесено до санкційних списків Євросоюзу із співзасновником "Альфа-груп" Германом Ханом. Їм тоді належало 21% та 16% у капіталі банку, вони передали свої частки іншому бенефіціару, Андрію Косогову.
У вересні Кузьмичов подав до суду на французьку митницю за арешт його розкішних яхт.
30 жовтня 2023 року французька поліція затримала Кузьмічова і провела обшуки в його паризькому особняку та його віллі в Сен-Тропе. Кузьмічова підозрюють у податкових злочинах і порушенні санкцій.